# Brice Samba
Brice Samba (* 25. April 1994 in Linzolo, Republik Kongo) ist ein französischer Fußballtorwart. Er steht seit Januar 2025 bei Stade Rennes in der französischen Ligue 1 unter Vertrag.

## Karriere

### Vereine
Samba wechselte 2013 von Le Havre AC zu Olympique Marseille. Sein Debüt in der Ligue 1 gab Samba am 17. Mai 2014 gegen EA Guingamp (1:0). 2015 wurde er für ein Jahr an AS Nancy ausgeliehen. Im Jahr 2017 wechselte Samba ablösefrei zu SM Caen. In der Ligue 1 2018/19 avancierte Brice Samba zum Stammtorhüter in Caen und bestritt alle 38 Ligaspiele. Mit seiner Mannschaft stieg er jedoch am Saisonende als Tabellenvorletzter in die zweite Liga ab. Am 7. August 2019 gab der englische Zweitligist Nottingham Forest die Verpflichtung von Samba bekannt und stattete ihn mit einem Vierjahresvertrag aus. Bei seiner neuen Mannschaft sicherte er sich schnell den Posten des Stammtorhüters und wurde am Ende der Saison als bester Torhüter in die  Mannschaft des Jahres der zweiten Liga gewählt.  Nach zwei für den Verein enttäuschenden Spielzeiten zog Forest in der EFL Championship 2021/22 als Tabellenvierter in die Aufstiegs-Play-offs ein. In zwei Partien setzte sich die Mannschaft im Elfmeterschießen gegen Sheffield United durch und zog damit ins Finale in Wembley ein. Umjubelter Held der Partie wurde Torhüter Brice Samba, der nach starken Leistungen in der regulären Spielzeit sowie Verlängerung drei der fünf Elfmeter des Gegners hielt und somit einen wesentlichen Anteil an Forests späteren Aufstieg in die Premier League hatte. Es war der erste Einzug in ein Finale in Wembley seit dem Finale des League Cup 1991/92 30 Jahre zuvor. 
Zur Saison 2022/23 kehrte der Torhüter dann wieder nach Frankreich zurück und schloss sich dem Erstligisten RC Lens an.
Im Januar 2025 wechselte er zum Ligakonkurrenten Stade Rennes.

### Nationalmannschaft
Im Juni 2013 wurde Samba erstmals für drei Testspiele in die französische U19-Nationalmannschaft berufen, kam in diesen jedoch nicht zum Einsatz. Am 16. Juni 2023 gab er sein Länderspieldebüt, als er in der EM-Qualifikation gegen Gibraltar von Trainer Didier Deschamps aufgeboten wurde.

## Erfolge
- Torhüter des Jahres der Ligue 1: 2022/23